# زهرة العنق
زهرة العِنْق أو تراخيليوم (الاسم العلمي: Trachelium)، جنس نباتات مُزهرة من فصيلة الجريسية.
هناك ثلاثة أنواع على الأقل.
تشمل الأنواع التالية:
- Trachelium caeruleum – نبتة العنق الزرقاء
- Trachelium × halteratum
- Trachelium lanceolatum

يمكن اعتبار النوعين الآخرين، T. asperuloides و T. jacquinii، أعضاء في جنس الجريس. تزرع أنواعه لزيينة.